# Guerra yemenita del 1972
La prima guerra yemenita fu un breve conflitto militare tra la Repubblica Araba dello Yemen (Yemen del Nord) e la Repubblica Democratica Popolare dello Yemen (Yemen del Sud).

## Sfondo
I ribelli della Lega araba del Sud, arrivando dall'Arabia Saudita il 20 febbraio 1972, attaccarono le posizioni nello Yemen del Sud orientale, I ribelli furono sconfitti dalle truppe governative dello Yemen del Sud il 24 febbraio 1972; durante le ostilita circa 175 ribelli furono uccisi. Il 22 maggio 1972 il primo ministro Ali Nasir Muhammad sopravvisse a un tentativo di omicidio da parte dei ribelli. Il 9 luglio 1972 sei persone furono condannate a morte per aver complottato di rovesciare il governo. L'Arabia Saudita continuò a opporsi allo Yemen del Sud e sostenne le truppe dello Yemen del Nord nello scontro imminente.

## Conflitto
La guerra, avviata dallo Yemen del Nord, iniziò il 26 settembre 1972, data del decimo anniversario dell'inizio della guerra civile dello Yemen del Nord. Una forza composta da membri di diversi gruppi politici e tribali in esilio dallo Yemen del Sud, equipaggiati con auto blindate Alvis Saladin fornite dalla Libia e con l'artiglieria donata dall'esercito dello Yemen del Nord, invase lo Yemen del Sud nell'area di Qatabah. In risposta, gli yemeniti del Sud portarono molti dei loro battaglioni nell'area di confine con la Repubblica Araba dello Yemen (Yemen del Nord). Anche l'aviazione dello Yemen del Sud (PDRYAF) iniziò a bombardare le aree invase dalle forze del Nord e le loro postazioni militari. Nel corso di una di queste missioni, il 30 settembre, un caccia PDRYAF MiG-17 fu abbattuto e il suo pilota fu ucciso. Alla fine, i contrattacchi dello Yemen del Sud supportati dagli attacchi aerei causarono oltre 200 vittime agli invasori e fu recuperato tutto il territorio perduto. Nel complesso, durante la breve guerra, l'esercito meridionale dimostrò la sua capacità di eseguire operazioni ben pianificate. Il suo sistema logistico si rivelò adeguato e le azioni dell'aviazione nelle missioni di attacco al suolo e di rifornimento furono ritenute efficaci. Durante il conflitto, la Repubblica Araba dello Yemen (Nord) fu rifornita da Arabia Saudita, Giordania, Egitto, Iran, Regno Unito e Stati Uniti; la Repubblica Democratica Popolare dello Yemen (Sud) fu rifornita dall'Unione Sovietica, Cecoslovacchia, Iraq, Libia e Cuba.

## Conseguenze

### Accordo del Cairo del 1972
I combattimenti furono di breve durata; la guerra terminò 23 giorni dopo, il 19 ottobre, con un cessate il fuoco. Questo fu seguito dall'Accordo del Cairo del 28 ottobre, che presentò un piano per unificare i due paesi in uno stato "repubblicano, nazionale e democratico", basato su elezioni "libere e dirette".

### Le ostilità alla fine degli anni '70
Lo Yemen del Sud istigò e finanziò un movimento di opposizione ad ampia base nel nord, il Fronte Democratico Nazionale (NDF), durante la metà degli anni '70.